# Скервер
Скервер (енгл. scareware) је посебна врста софтвера која је направљена да би заплашила корисника.
Скервер софтвер чине обично лажни антивирусни програми. Застрашују корисника лажним и обично нападним упозорењима да је његов рачунар заражен, да би му, касније, понудили да уклони вирусе плаћањем понуђеног софтвера.

## Рог рачунарски безбедносни софтвер
Софтвер који скервер нуди на продају се назива рог (енгл. Rogue) рачунарски безбедносни софтвер и чине га програми као што су Security Antivirus, Registry Cleaner XP, SpySheriff, Spyware Cleaner, Antivirus System PRO итд. Неки малвер програми и рекламни програми такође користе скервер тактику. Према једној антифишинг групи (Anti-Phishing Working Group, APWG), број скервер програма у другој половини 2008. је порастао са 2.850 на 9.287. У првој половини 2009. APWG је идентификовао чак 583% повећања броја скервера.

## Пренк скервер
Други тип овог софтвера су пренк (енгл. prank) програми који плаше корисника ради забаве, без икаквих плаћања или превара. Први програм ове врсте је био за Амига компјутере, а звао се NightMare.
Примери таквих програма су прозорчићи који искачу са поруком, на пример, „Да ли хоћете да избришете све са хард диска?“, са опцијама ОК и ОК. Коју год опцију да корисник кликне, подаци ће му остати непромењени.